# One Dance
"One Dance" é uma canção do rapper canadense Drake, contida em seu quarto álbum de estúdio, Views (2016). Conta com a participação do cantor nigeriano Wizkid e da artista britânica Kyla, e foi composta pelo trio em conjunto com Errol Reid, Ama Tekleab, Logan Sama, Ayodeji Balogun, Themba Sekowe, Osabuohien Osaretin, Luke "Fluke" Reid, 40 e Nineteen85, sendo produzida pelo último, com Wizkid e 40 servindo como coprodutores. O seu lançamento como o primeiro single do álbum ocorreu em 5 de abril de 2016, através das gravadoras OVO Sound, Cash Money e Young Money, sendo a canção enviada para rádios mainstream e rhythmic pelas mesmas editoras juntamente com a Republic.

## Faixas e formatos
| Download digital |                                 |         |  |
| N.º              | Título                          | Duração |  |
| 1.               | "One Dance" (com Wizkid e Kyla) | 2:54    |  |

## Desempenho nas tabelas musicais

### Posições
| Tabela musical (2016)                                  | Melhor posição |
| ------------------------------------------------------ | -------------- |
| Alemanha (Media Control Charts)                        | 1              |
| Austrália (ARIA Charts)                                | 1              |
| Áustria (Ö3 Austria Top 40)                            | 3              |
| Bélgica (Ultratop 50 de Flandres)                      | 1              |
| Bélgica (Ultratop Urban de Flandres)                   | 1              |
| Bélgica (Ultratop 40 da Valônia)                       | 5              |
| Brasil (Brasil Hot 100 Airplay)                        | 63             |
| Canadá (Canadian Hot 100)                              | 1              |
| Dinamarca (Tracklisten)                                | 2              |
| Escócia (The Official Charts Company)                  | 2              |
| Eslováquia (IFPI Slovenská Republika)                  | 52             |
| Espanha (Productores de Música de España)              | 7              |
| Estados Unidos (Billboard Hot 100)                     | 1              |
| Estados Unidos (Top R&B/Hip-Hop Songs)                 | 1              |
| Estados Unidos (Pop Songs)                             | 1              |
| Estados Unidos (Adult Pop Songs)                       | 28             |
| Estados Unidos (Latin Pop Songs)                       | 25             |
| Finlândia (IFPI Finlândia)                             | 2              |
| França (Syndicat National de l'Édition Phonographique) | 1              |
| Grécia (Greece Digital Songs)                          | 4              |
| Hungria (Magyar Hanglemezkiadók Szövetsége)            | 18             |
| Irlanda (Irish Recorded Music Association)             | 1              |
| Itália (Federazione Industria Musicale Italiana)       | 6              |
| Líbano (The Official Lebanese Top 20)                  | 1              |
| Luxemburgo (Luxembourg Digital Songs)                  | 3              |
| México (Mexico Airplay)                                | 11             |
| Noruega (VG-lista)                                     | 1              |
| Nova Zelândia (NZ Top 40 Singles)                      | 1              |
| Países Baixos (MegaCharts)                             | 1              |
| Portugal (Portugal Digital Songs)                      | 2              |
| Reino Unido (UK Singles Chart)                         | 1              |
| Chéquia (IFPI Česká Republika)                         | 43             |
| Suécia (Sverigetopplistan)                             | 1              |
| Suíça (Schweizer Hitparade)                            | 1              |

### Certificações
| País (Empresa)        | Certificação |
| --------------------- | ------------ |
| Austrália (ARIA)      | 3× Platina   |
| Canadá (Music Canada) | Platina      |
| Espanha (PROMUSICAE)  | 4× Platina   |
| Itália (FIMI)         | 5× Platina   |
| Nova Zelândia (RMNZ)  | 2× Platina   |
| Reino Unido (BPI)     | Platina      |
| Suécia (GLF)          | 2× Platina   |

## Histórico de lançamento
| País           | Data                | Formato           | Gravadora                                    |
| -------------- | ------------------- | ----------------- | -------------------------------------------- |
| Mundo          | 5 de abril de 2016  | Download digital  | OVO Sound, Cash Money, Young Money           |
| Estados Unidos | 12 de abril de 2016 | Rádios mainstream | OVO Sound, Cash Money, Young Money, Republic |
| Estados Unidos | 12 de abril de 2016 | Rádios rhythmic   | OVO Sound, Cash Money, Young Money, Republic |
| Itália         | 29 de abril de 2016 | Rádios mainstream | Universal                                    |
| Reino Unido    | 12 de maio de 2016  | Rádios mainstream | Island                                       |